# Mental Aquaducts
Mental Aquaducts (с англ. — «Ментальные акведуки») — демозапись американской ню-метал/рэп-метал-группы Limp Bizkit (В то время она ещё называлась «Limp Biscut»), выпущенный 22 ноября 1995 года.

## Предыстория
В 1995 году когда группа ещё называлась «Limp Biscut», а в составе был Роб Уотерс коллектив записал своё первое демо «2 Songs (Armpit / Shov)», укороченные версии песен которых позже войдут в Mental Aquaducts. В этой записи также использовались тексты и музыка групп, в которых играли Фред Дёрст и Сэм Риверс, позже группа приступила к записи Mental Aquaducts. Уотерс обратился к своему знакомому, Джону Джейкенсу, который имел свою студию звукозаписи. Как говорил сам Джон, демо записывалось в течение нескольких дней. Затем уже в другой студии группа занялась мастерингом треков. 22 ноября кассета была полностью готова.

## Продвижение
Кассета раздавалась на концертах, а также Фред притворялся менеджером группы, чтобы дать послушать эту демозапись различным продюсерам, однако все попытки были безуспешными. 29 ноября, спустя неделю после выпуска, группа Korn приехала в Джексонвил, выступать в клубе «Milk Bar», в котором часто играли Limp Bizkit. Фред Предложил Хэду набить татуировку в виде кукурузы на спине второго. Получилось не очень хорошо, так как все были пьяны. Однако Дёрст сумел дать Korn Демо, чтобы те передали её Россу Робинсону, но продюсер не оценил запись, и сотрудничество началось уже после следующих демо записей.

## Треки в последующих альбомах
Песня «Blind» была продлена, и записана в студии во время записи Three Dollar Bill, Y'all$ в 1997 году. Она является скрытным треком, её можно услышать после «Faith». Продлённый трек «Armpit» есть в Японской версии альбома Results May Vary. Песня была сыграна только один раз на концерте 31 марта 1998 года. Также в некоторых изданиях Mental Aquaducts есть пятый трек «Jane Says», который был записан в 1997 году, и кроме некоторых изданий этого демо альбома, нигде не издавался.

## Список композиций
Все тексты написаны Фредом Дёрстом.
| №                   | Название            | Длительность |
| ------------------- | ------------------- | ------------ |
| 1.                  | «Armpit»            | 0:42         |
| 2.                  | «Blind»             | 0:51         |
| 3.                  | «Phat Groove»       | 1:06         |
| 4.                  | «Shove»             | 0:55         |
| Общая длительность: | Общая длительность: | 3:36         |

## Участники записи
- Limp Bizkit
  - Фред Дёрст — вокал
  - Роб Уотерс — гитара
  - Сэм Риверс — бас-гитара
  - Джон Отто — ударные